# Paleogenòmica

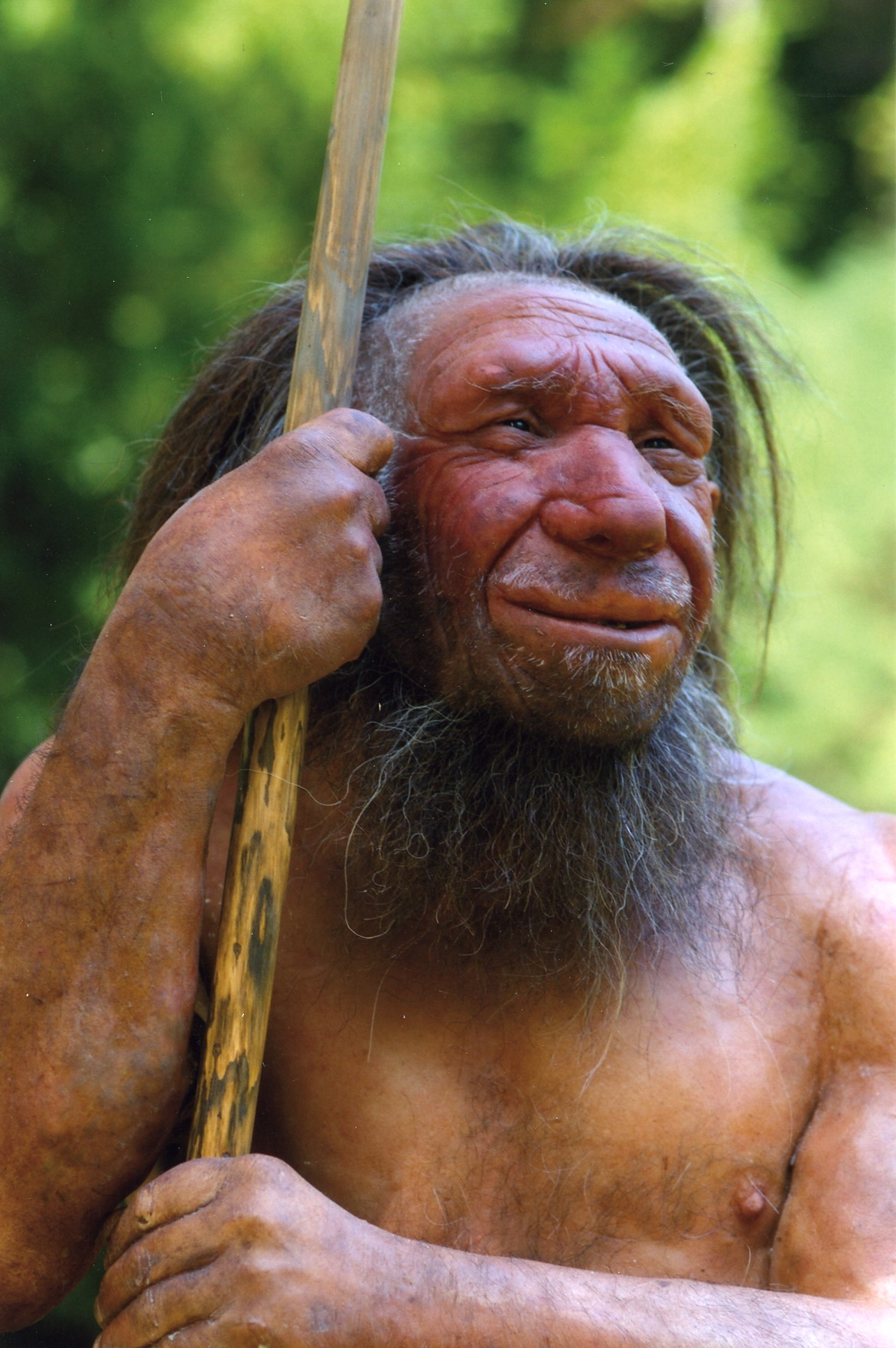
Representació d'un Home de Neandertal.

La paleogenòmica és un camp de la ciència basat en la reconstrucció i anàlisi de la informació genòmica en espècies extingides. Els mètodes millorats per a l'extracció d'ADN antic (ADNa) d'artefactes de museus, nuclis de gel, llocs arqueològics o paleontològics i tecnologies de seqüenciació de nova generació han estimulat aquest camp. Ara és possible detectar la deriva genètica, la migració de poblacions antigues i les interrelacions, la història evolutiva d'espècies extintes de plantes, animals i Homo, i la identificació de característiques fenotípiques a través de regions geogràfiques. Els científics també poden utilitzar la paleogenòmica per comparar els ancestres antics amb els humans actuals.